# یکه‌باغ (ازبکستان)
یکه‌باغ (به ازبکی: Yakkabog') یک منطقهٔ مسکونی در ازبکستان است که در ولایت کشک‌دریا واقع شده‌است. یکه‌باغ ۲۲٬۸۰۰ نفر جمعیت دارد.